# 6 de la Cabellera de Berenice
6 de la Cabellera de Berenice (6 Comae Berenices) és un estel a la constel·lació de la Cabellera de Berenice de magnitud aparent +5,09. S'hi troba a 199 anys llum del sistema solar, l'errada en aquesta és mesura de només el 1,2%.

## Característiques
6 de la Cabellera de Berenice és un estel blanc de la seqüència principal de tipus espectral A3V. De característiques semblants a Heze (ζ Virginis), Megrez (δ Ursae Majoris) o π Serpentis, té una temperatura efectiva de 8750 K i una lluminositat 32 vegades superior a la lluminositat solar. La mesura directa del seu diàmetre angular, 0,395 mil·lisegons d'arc, permet avaluar el seu radi, iaquest és 2,6 vegades més gran que el radi solar. Gira sobre si mateixa amb una velocitat de rotació igual o major de 191 km/s.
6 de la Cabellera de Berenice posseeix una massa 2,21 vegades major que la massa solar. Ha recorregut aproximadament 2/3 parts de la seva trajectòria dins de la seqüència principal, la qual cosa correspon a una edat actual de 880 milions d'anys. Com un bon nombre d'estels de tipus A, 6 Comae Berenices és un estel químicament peculiar, i ha estat classificat com A2Si.